# بربارة كولر
بربارة كولر (بالألمانية: Barbara Köhler)‏ هي كاتِبة ومترجمة وشاعرة ألمانية، ولدت في 11 أبريل 1959 في بورغشتيت في ألمانيا.

## وصلات خارجية
- بربارة كولر على موقع مونزينجر (الألمانية)